# 府院君
府院君（ふいんくん、プウォングン）は、忠烈王期以降の高麗および李氏朝鮮時代に使用されていた爵位である。国舅（王后の父親）および正一品の品階を受けた功臣に対して与えられた。府院君授与者の正室には府夫人の爵位が与えられる。

## 府院君の称号を受けた人物

### 高麗
- 徳城府院君 - 奇轍（朝鮮語版）（奇皇后の兄）
- 公山府院君 - 李子松（禑王期の重臣）
- 昌城府院君 - 曹敏修（恭愍王期の武将）
- 定昌府院君 - 恭譲王の即位前の称号

- 定陽府院君 - 王瑀（朝鮮語版）（恭譲王の兄）
- 定原府院君 - 王鈞（朝鮮語版）（恭譲王の父）
- 昌寧府院君 - 成汝完（禑王期の重臣）
- 鐵原府院君 - 崔 瑩（高麗末期の重臣、名将）諡号は武愍

### 李氏朝鮮

#### 国舅
- 永興府院君 - 崔閑奇（懿恵王后崔氏の父）
- 安川府院君 - 韓卿（神懿王后韓氏の父）
- 象山府院君 - 康允成（神徳王后康氏の父）
- 月城府院君 - 金天瑞（定安王后金氏の父）
- 驪興府院君 - 閔霽（朝鮮語版）（元敬王后閔氏の父）
- 青川府院君 - 沈温（朝鮮語版）（昭憲王后沈氏の父）
- 花山府院君 - 権専（顕徳王后権氏の父）
- 礪良府院君 - 宋玹寿（定順王后宋氏の父）
- 坡平府院君 - 尹璠（貞熹王后尹氏の父）
- 西城府院君 - 韓確（朝鮮語版）（仁粋大妃韓氏の父）
- 上党府院君 - 韓明澮（章順王后韓氏、恭恵王后韓氏の父、功臣）
- 鈴原府院君 - 尹壕（朝鮮語版）（貞顕王后尹氏の父）
- 居昌府院君 - 慎承善（朝鮮語版）（廃妃慎氏の父）

- 益昌府院君 - 慎守勤（朝鮮語版）（端敬王后慎氏の父）
- 坡原府院君 - 尹汝弼（章敬王后尹氏の父）
- 坡山府院君 - 尹之任（文定王后尹氏の父）
- 錦城府院君 - 朴墉（仁聖王后朴氏の父）
- 青陵府院君 - 沈鋼（朝鮮語版）（仁順王后沈氏の父）
- 潘城府院君 - 朴應順（懿仁王后朴氏の父）
- 延興府院君 - 金悌男（朝鮮語版）（仁穆王后金氏の父）
- 文陽府院君 - 柳自新（朝鮮語版）（文城郡夫人柳氏の父）
- 綾安府院君 - 具思孟（仁献王后具氏の父）
- 西平府院君 - 韓浚謙（朝鮮語版）（仁烈王后韓氏の父）
- 漢原府院君 - 趙昌遠（朝鮮語版）（荘烈王后趙氏の父）
- 新豊府院君 - 張維（仁宣王后張氏の父）
- 清風府院君 - 金佑明（朝鮮語版）（明聖王后金氏の父）

#### 功臣
- 永城府院君 - 崔茂宣
- 光陽府院君 - 李茂芳（李氏朝鮮最初期の重臣）
- 寧城府院君 - 呉思忠（開国功臣のひとり）
- 永嘉府院君 - 権僖（原従功臣のひとり）